# Кировское (Саратовская область)
Ки́ровское — село в Марксовском районе Саратовской области, административный центр Кировского сельского поселения.

## История
Село основано в начале XX века немецкими колонистами из Екатериненштадта. Первоначальное название села — Деммхен — в переводе с немецкого означает «плотинка». Жители занимались орошаемым земледелием (овощи) и товарным скотоводством. После образования Трудовой Коммуны (Автономной области) немцев Поволжья и до ликвидации АССР НП в 1941 г. село Демменх входит в состав Марксштадтского кантона.
В 1929—1944 гг. в селе разместилась усадьба колхоза им. В. И. Ленина (площадь земельных угодий 3645 га, в том числе пашни — 2841 га). В годы политических репрессий пострадали и жители села. Были расстреляны колхозники Бинеман И. К., Вагнер А. И., Дейс П.А, машинист мотопилки Борк А. Д. и другие. В 1938 году село — административный центр Кировского сельского Совета Марксштадтского кантона. Указом президиума Верховного Совета РСФСР «О переименовании некоторых сельских Советов и населённых пунктов Саратовской области» 2 июля 1942 года село было переименовано в Кировское.
С 1942 года село Кировское — административный центр Кировского сельского Совета Марксовского района Саратовской области (в 1943—1948 гг. — Кировского поселкового Совета). С 2005 года село Кировское — административный центр Кировского сельского поселения.
Постановлением СНК СССР от 11 марта 1944 года «О мерах по укреплению сельского хозяйства в Приволжских районах» здесь разместилась центральная усадьба «Кривовский». В новый совхоз вошли земли бывших колхозов (им. Ильича, им. Тельмана, им. В. И. Ленина, им. В. Чкалова, «Победа», «Победа за нами» и «Красногвардеец». Осенью 1945 года после присоединения 4- го отделения бывшего «Мечётинский» площадь земельных угодий совхоза достигла 27800 га.

## Население
| 2002 | 2010 |
| ---- | ---- |
| 863  | ↘782 |

## Инфраструктура
Средняя (базовая) школа, Дом Культуры, ФАП, отделение почтовой связи, продуктовые магазины, мусульманская мечеть, бар, ПХ «Кировское».

## Люди, связанные с селом
В селе долгие годы работал герой Социалистического Труда А. Ш. Муканов. Многие жители села были отмечены многочисленными наградами.